# Twywell
Twywell är en ort och civil parish i Storbritannien.   Den ligger i grevskapet Northamptonshire och riksdelen England, i den sydöstra delen av landet, 100 km norr om huvudstaden London. Twywell ligger 66 meter över havet och antalet invånare är 179.
Terrängen runt Twywell är platt. Runt Twywell är det ganska tätbefolkat, med 160 invånare per kvadratkilometer. Närmaste större samhälle är Kettering, 8,3 km väster om Twywell. Trakten runt Twywell består till största delen av jordbruksmark.